# Unicoi
Unicoi is een plaats (town) in de Amerikaanse staat Tennessee, en valt bestuurlijk gezien onder Unicoi County.

## Demografie
Bij de volkstelling in 2000 werd het aantal inwoners vastgesteld op 3519.
In 2006 is het aantal inwoners door het United States Census Bureau geschat op 3529, een stijging van 10 (0,3%).

## Geografie
Volgens het United States Census Bureau beslaat de plaats een oppervlakte van
42,1 km², geheel bestaande uit land. Unicoi ligt op ongeveer 726 m boven zeeniveau.

## Plaatsen in de nabije omgeving
De onderstaande figuur toont nabijgelegen plaatsen in een straal van 12 km rond Unicoi.